# Chiemi Satō
Chiemi Satō (佐藤千恵美?, Satō Chiemi; Tokyo, 29 novembre 1956) è un'ex cestista giapponese.

## Carriera
Con il Giappone ha disputato i Campionati del mondo del 1979.